# Clypeodytes divoi
Clypeodytes divoi är en skalbaggsart som beskrevs av Olof Biström 1988. Clypeodytes divoi ingår i släktet Clypeodytes och familjen dykare. Inga underarter finns listade i Catalogue of Life.